# Chacachacare

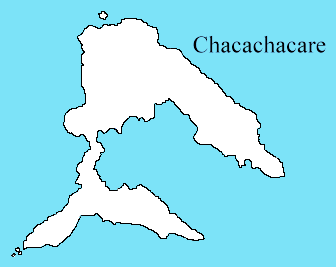
Karta över Chacachacare

Chacachacare (lyssna (fil)) är en obebodd ö tillhörande Trinidad och Tobago belägen omkring en timmes båtfärd väster om huvudstaden Port of Spain. Ön har en area på 3,642 km², vilket gör Chacachacare till en av västindiens största obebodda öar. Ön ligger i passagen Bocas del Dragón, som utgör territorialvattengränsen mellan Venezuela och Trinidad och Tobago.

## Historia

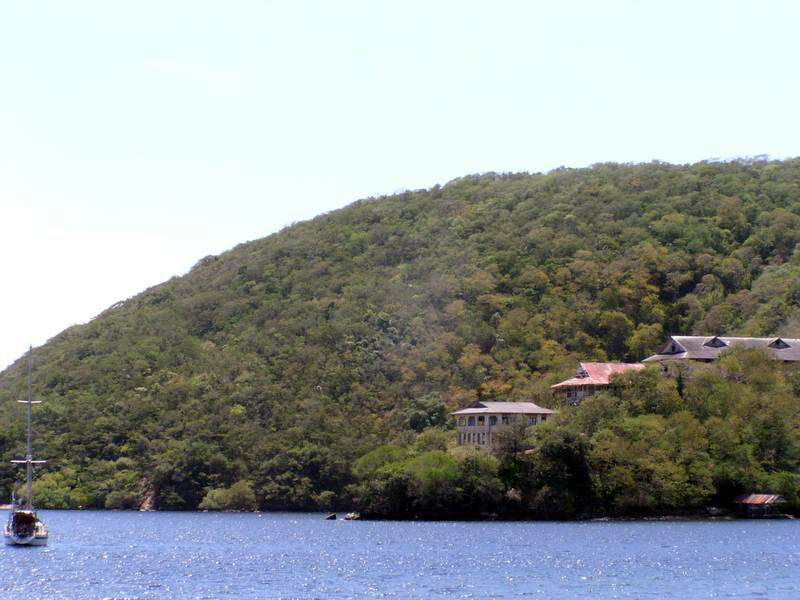
Övergivna byggnader på Chacachacare

Chacachacare upptäcktes av Christopher Columbus på dennes tredje resa till den nya världen den 12 augusti 1498, han gav den namnet El Caracol (snigeln) efter dess form. Under århundradena som följde kom ön att bland annat vara en utpost för valfångare, bomullplantage och militärbas. Ön spelade bland annat en avgörande roll under de sydamerikanska självständighetskrigen då revolutionsledarna  Simón Bolívar och Santiago Mariño använde El Caracol som bas för sin lyckade invasion av Venezuela 1813. 1962 blev ön en del av den nybildade staten Trinidad och Tobago och fick då sitt nuvarande namn.
Ön är dock mest känd för att mellan 1924 och 1984 ha varit en leprakoloni driven av dominikanska nunnor. Dess status som leprakoloni gav ön ett skamfilat rykte bland befolkningen på öarna i området, som gjorde allt för att undvika den och den tidigare bofasta befolkningen flyttade därifrån. 1984 avled kolonins sista leprasjuke patient varpå verksamheten lades ner och de få nunnor som fortfarande var kvar flyttade till huvudstaden Port of Spain. Ön har sedan dess varit obebodd och leprakolonins gamla byggnader står än idag kvar på ön i olika stadier av förfall. Ön var länge relativt bortglömd men har på senare år blivit allt mer populär bland lokala turister. Det har flera gånger sedan 1984 funnits planer, både från Trinidad och Tobagos regering och från privata aktörer, på att anlägga både bosättningar och turistanläggningar på ön, men dessa planer har av olika anledningar aldrig förverkligats. 
Chacachacare har sedan leprakolonin stängdes 1984 omgivits av rykten om att ön skulle vara hemsökt och ha en mängd förbannelser över sig, vilket har bidragit ytterligare till mystiken kring ön.
Idag utgörs den enda organiserade verksamheten på ön av en automatiserad fyr som sköts och underhålls av Trinidad och Tobagos kustbevakning, i övrigt administreras ön från Port of Spain.